# (684) Хильдбург
(684) Хильдбург (нем. Hildburg) — астероид главного пояса, который был открыт 8 августа 1909 года немецким астрономом Августом Копффом в Обсерватории Хайдельберг-Кёнигштуль. Тиссеранов параметр относительно Юпитера — 3,5.